# 藤井咲有里
藤井 咲有里（ふじい さゆり、1984年7月13日 - ）は、日本の女優。東京都出身。

## 略歴
新国立劇場演劇研修所　第二期生修了。
2016年には自身のプロジェクト「マキーフン」を立ち上げ、これまでに東京やスロベニアで公演・ワークショップを行った。
2020年5月、ふじいまる名義でYoutubeチャンネルを開設。筆文字と声で日本の昔話を語る「おもじばなし」を公開。

## 出演

### 舞台
- ミュージカル 『pippi』（2004年、演出：宮田慶子）
- 『燕のいる駅』（2005年、演出：宮田慶子）
- 朗読劇『リトル・ボーイ、ビッグ・タイフーン〜少年口伝隊一九四五〜』（2008年、演出：栗山民也）
- 新国立劇場演劇研修所2期生 試演会1 『岸田國士の世界〜四つの短編集〜〔秘密の代償〕』（2008年、演出：宮田慶子）
- 新国立劇場演劇研修所2期生 試演会2『テネシー・ウィリアムズの世界〔しらみとり夫人／ロンググッドバイ〕』（2008年、演出：西川信廣 ）
- 朗読劇『少年口伝隊一九四五』（2008年、演出：栗山民也）
- 新国立劇場演劇研修所2期生 修了公演『珊瑚囁』（2009年、演出：栗山民也）
- 第一回日韓演劇フェスティバル『鳥たちは横断歩道を渡らない』（2009年、演出：左藤慶）
- 田上パル『新春やぶれかぶれ』（2010年、演出：田上豊）
- 『カエサル−「ローマ人の物語」より−』（2010年、日生劇場、演出：栗山民也）
- 井上ひさし追悼公演 こまつ座　朗読劇『水の手紙』『少年口伝隊一九四五』（2010年、紀伊國屋サザンシアター、演出：栗山民也）
- 財団、江本純子『日本全国奇形鍋』（2011年、演出：江本純子）
- ヤパパ・レスポンス『もろびとこぞりて、夢をみる』（2012年、演出：川口京祐）
- 東京芸術劇場リニューアル記念 田上パル『東京福袋』（2012年、東京芸術劇場、演出：田上豊）
- 演劇集団砂地『ロボット−RUR−』（2012年、演出：船岩祐太）
- シアタートラムネクストジェネレーションvol.5 演劇集団砂地『Disk』（2013年、演出：船岩祐太）
- 岡崎藝術座『(飲めない人のための)ブラックコーヒー』（2013年、演出：神里雄大）
- ナイロン100℃『SEX,LOVE&DEATH〜ケラリーノ・サンドロヴィッチ短編三作によるオムニバス』（2013年、演出：ケラリーノ・サンドロヴィッチ）
- Theatre ZOUｰNOｰHANA vol.5『象はすべてを忘れない』（2013年、演出：柴幸男）
- マニラ瑞穂記（2014年、新国立劇場、演出：栗山民也）
- シアタートラムネクストジェネレーションvol.5 趣向『解体されゆくアントニン・レーモンド建築 旧体育館の話』（2015年、演出：稲葉賀恵）
- 木ノ下歌舞伎『三人吉三』（2015年、演出：杉原邦生）
- しんゆりシアター『恋の骨折り損』（2015年、演出：河田園子）
- Theatre MUIBO『わたしの物語～いかにして私がモンハ（修道女）になったか～』（2016年、演出：田中麻衣子）
- 『日輪の翼』（2016年、KAAT神奈川芸術劇場、演出：やなぎみわ）
- 劇団aji『MATKA』（2016年、演出：島貴之）
- 『フェードル』（2017年、シアターコクーン、演出：栗山民也）
- 『日輪の翼(再演)』（2017年、演出：やなぎみわ）
- mizhen『溶けない世界と』（2018年、演出：藤原佳奈）
- 江古田のガールズ江古田のガールズ『極楽』（2018年、演出：山崎洋平）
- NODA・MAP『贋作 桜の森の満開の下』（2018年、東京芸術劇場、パリ公演他、演出：野田秀樹）
- ミュージカル『シシオドリ海を渡る』（2019年、演出：田中圭介）
- 江古田のガールズ 渋い劇の祭『本当にあったら怖い話』（2019年、演出：山崎洋介）
- KAAT・KUNIO共同製作  KUNIO15『グリークス』（2019年、KAAT神奈川芸術劇場、演出：杉原邦生）
- 東京演劇道場『赤鬼』（2020年7〜8月、東京芸術劇場、演出：野田秀樹）
- ワールド・シアター・ラボ リーディング公演『ウエストブリッジ』(2021年、演出：扇田拓也/翻訳：小田島創志)
- 『グリムのむかしばなし 音楽朗読劇』(2021年、演出：田中圭介)
- 制作「山口ちはる」プロデュース『スイートホーム』(2021年、演出；山崎洋平)
- 東京芸術劇場コンサートオペラvol.8 ビゼー/劇音楽 『アルルの女』(2022年、指揮、構成台本：佐藤正浩)
- CHAiroiPLIN おどる戯曲『FRIEND』(2022年、振付、構成、演出：スズキ拓朗)
- TACT FESTIVAL 朗読音楽劇『ヘンゼルとグレーテル』(2022年、演出：田中圭介)
- 沖縄本土復帰50年企画『ハベル～不思議の国のモモト～』(2022年、演出：扇田拓也)
- イエローヘルメッツ番外公演vol.1 リーディングアクト『GtoRⅢ グロスター公爵～リチャード三世』(2022年、演出：山崎清介)
- りっかりっか＊フェスタ参加作品『ハベル～不思議の国のモモト～』(2023年、演出：扇田拓也)
- パンケーキの会 リーディング公演『壊れたガラス』（2024年、演出：鈴木アツト）[3]
- 劇団印象-indian elephant- リーディング公演『グローバル・ベイビー・ファクトリー』（2024年、演出：鈴木アツト）[4]
- 劇団印象『女性映画監督第一号』（2025年2月、吉祥寺シアター、作・演出：鈴木アツト）[5]

### マキーフンの舞台
- マキーフンvol.１『胎内』（2016年、演出：船岩祐太）
- マキーフンvol.２ スロベニア公演『日本むかし話』（2016年、演出：藤井咲有里）
- マキーフンvol.３ 『髪をかきあげる』（2017年、演出：島貴之）
- マキーフンvol.４ スロベニア公演『日本むかし話』（2019年、演出：藤井咲有里、国際交流基金助成事業）

### オンライン演劇
- 劇団ノーミーツ『それでも笑えれば』（2020年12月、オンライン劇場ZA、演出：小御門優一郎）

### テレビドラマ
- 高校教師（2003年、TBS）
- 霊感バスガイド事件簿　第4話（2004年、テレビ朝日）
- 新春ドラマ特別企画「星野仙一物語～亡き妻へ贈る言葉」（2005年、TBS）
- 恋する日曜日「空に近い週末」（2005年、TBS）
- GM〜踊れドクター 第５話（2010年、TBS）
- ホタルノヒカリ2 第８話（2010年、日本テレビ）
- 土曜ワイド劇場「デパート仕掛け人!天王寺珠美の殺人推理5」（2012年、テレビ朝日）
- おわらないものがたり　フジバラナイト SAT（2014年、フジテレビ）

### 映画
- 「ここに、幸あり」（2003年、監督：けんもち聡）
- 「ウール100%」（2006年、監督：富永まい）
- 「Life Works」（2015年、監督：利重剛）
- 「食わせもの」（2022年、監督：松枝暦）
- 「こねこ」（2022年、監督：山口あいり）

### その他のテレビ番組
- シャキーン！（2013年 - 、NHK Eテレ） - インフミトリオ子分役（声の出演）
- NHK・BBC コズミックフロント「未知とのファーストコンタクト」(2023)

### CM
- Uber Eats「三が日過ぎたら篇」(2024)
- Amazon「重い買い物篇」(2024〜)

LAWSON「おにぎり屋」
JAバンク「マイカーローン/教育ローン」
森永「クリープ」
ムヒ「デリケア」
東レ「TOREX」
ネスレ「エアロ」
ブリヂストン「タイヤ館」
日本郵政 ラジオCM

### PV
- なつこ「薔薇とカーネーション」（2021年12月20日）

## Youtube
- 2020年5月　ふじいまるチャンネル・おもじばなし「桃太郎」
- 2020年6月 「蜘蛛の糸」